# Octavio Ramírez
Octavio Ramírez es un jinete mexicano que compitió en la modalidad de concurso completo. Ganó dos medallas en los Juegos Panamericanos de 1955, oro en la prueba por equipos y plata en individual.

## Palmarés internacional
| Juegos Panamericanos | Juegos Panamericanos      | Juegos Panamericanos | Juegos Panamericanos |
| Año                  | Lugar                     | Medalla              | Categoría            |
| -------------------- | ------------------------- | -------------------- | -------------------- |
| 1955                 | Ciudad de México (México) | Medalla de oro       | Por equipos          |
| 1955                 | Ciudad de México (México) | Medalla de plata     | Individual           |